# Josef Schneider (canottiere)
Josef Schneider, detto Sepp (Romanshorn, 5 marzo 1891 – Thun, maggio 1966), è stato un canottiere svizzero vincitore del bronzo olimpico nel singolo a Parigi 1924.
In carriera vantava anche due ori ed un argento ai campionati europei.

## Palmarès
- Giochi olimpici

Parigi 1924: bronzo nel singolo.
- Campionati europei di canottaggio

Zurigo 1924: oro nel singolo.
Praga 1925: argento nel singolo.
Lucerna 1926: oro nel singolo.